# Алгоритм Зиккурат
Алгоритм «Зиккурат» (англ. Ziggurat Algorithm, Ziggurat Method) — это алгоритм выборки псевдослучайных чисел. Будучи представителем класса алгоритмов выборки с отклонением, он в работе своей опирается на источник равномерно распределённых случайных чисел — обыкновенно это генератор псевдослучайных чисел, либо же предварительно вычисленная таблица. Алгоритм используется для генерации значений на основе монотонно убывающего вероятностного распределения. Также может быть применён по отношению к симметричному унимодальному распределению, такому как нормальное, с помощью выбора значений из одной его половины, а затем, при необходимости, перехода к симметричному значению с помощью операции арифметического отрицания. Одним из авторов алгоритма, разработанного в 1960-е, является Джордж Марсалья.
В простейшем случае для вычисления значения, возвращаемого алгоритмом, требуется только генерация одного числа с плавающей точкой и одного случайного табличного индекса, за которой следует один табличный поиск, одна операция умножения и одно сравнение. Иногда (в гораздо меньшем количестве случаев) требуются более сложные вычисления. Тем не менее, данный алгоритм гораздо быстрее с вычислительной точки зрения, чем два наиболее часто используемых метода генерации нормально распределённых случайных чисел: полярного метода Марсальи и преобразования Бокса — Мюллера, где требуется вычисление по меньшей мере одного логарифма и одного квадратного корня для каждой пары генерируемых значений. Однако, так как алгоритм «Зиккурат» более сложен в реализации, наиболее часто он используется в случаях, где требуется большое количество случайных чисел.
Сам термин «алгоритм „Зиккурат“» (Ziggurat Algorithm) фигурирует в совместной работе Марсальи и Ваи Ван Тсанга 2000 года и назван так потому, что концептуально основан на покрытии распределения вероятностей прямоугольными сегментами, сложенными друг на друге в порядке уменьшения размера (если рассматривать снизу вверх), что приводит к появлению фигуры, напоминающей зиккурат.

Пример работы с одной частью нормального распределения. Розовые точки — равномерно распределённые случайные числа. Заданная функция распределения делится на области равных площадей. Уровень выбирается случайным образом (источник — равномерно распределённые числа слева). Затем случайное значение из верхнего источника домножается на ширину выбранного уровня, и результирующий проверяется на принадлежность одной из 3 возможных областей: 1) (левая, черная область) выборка точно под кривой, тут же возвращается, 2) (заштрихованная область) значение может как принадлежать кривой, так и нет. В этом случае генерируется случайный, принадлежащий выбранному уровню и сравнивается с. Если меньше, то точка под кривой, и возвращается. Если же нет, 3) выбранная точка отклоняется алгоритмом и всё сначала.

## Теоретическая база
Алгоритм «Зиккурат» — это алгоритм выборки с отклонением. Он случайным образом генерирует точку, незначительно отклоненную от нужного распределения, а затем проверяет попала ли сгенерированная точка точно внутрь такового. Если нет, алгоритм пробует заново. Если точка лежит под кривой вероятностной функции плотности, то ее x-координата и будет искомым случайным числом с нужным распределением.
Распределение, из которого алгоритм производит выборку, состоит из {\displaystyle n} областей равной площади; {\displaystyle n-1} прямоугольник покрывает основную часть нужного распределения и располагается «пирамидкой» на не-прямоугольном основании, которое включает в себя остаточную часть или «хвост» распределения.
У заданной монотонно убывающей вероятностной функции плотности {\displaystyle f(x)}, определенной для всех {\displaystyle x\geqslant 0}, основание зиккурата определяется как все точки внутри распределения и ниже некоторого {\displaystyle y_{1}=f(x_{1})}. Оно состоит из прямоугольной части от {\displaystyle (0,0)} до {\displaystyle (x_{1},y_{1})}, и (обычно бесконечного) остатка (хвоста) распределения, где {\displaystyle x>x_{1}} (и {\displaystyle y<y_{1}}).
Этот уровень (назовем его уровень 0) имеет площадь {\displaystyle A}. Добавим на его вершину новый прямоугольный уровень ширины {\displaystyle x_{1}} и высоты {\displaystyle A/x_{1}}, так что у него тоже площадь будет равна {\displaystyle A}. Вершина этого уровня находится на высоте {\displaystyle y_{2}=y_{1}+A/x_{1}}, и пересекает функцию плотности в точке {\displaystyle (x_{2},y_{2})}, где {\displaystyle y_{2}=f(x_{2})}. Этот уровень включает в себя все точки функции плотности между {\displaystyle y_{1}} и {\displaystyle y_{2}}, но (в отличие от базового уровня) также включает прочие точки, такие, как {\displaystyle (x_{1},y_{2})}, которые не принадлежат нужному распределению.
Все последующие уровни накладываются друг на друга аналогичным образом. Для использования предварительно вычисленной таблицы размера {\displaystyle n} ({\displaystyle n=256} используется очень часто), следует выбрать {\displaystyle x_{1}} так, что {\displaystyle x_{n}=0}, таким образом верхний прямоугольный уровень с номером {\displaystyle n-1} достигнет пика распределения в точности в точке {\displaystyle (0,f(0))}.
Уровень с номером {\displaystyle i} в высоту занимает место от {\displaystyle y_{i}} до {\displaystyle y_{i+1}}, и по ширине может быть разделен на две области: часть от {\displaystyle 0} до {\displaystyle x_{i+1}} (обыкновенно бо́льшую), которая целиком содержится внутри заданного распределения, и часть от {\displaystyle x_{i+1}} до {\displaystyle x_{i}} (меньшую), которая содержится внутри лишь частично.
Забывая ненадолго о вопросе особого случая с уровнем 0, и имея равномерно распределенные числа {\displaystyle U_{0}} и {\displaystyle U_{1}} {\displaystyle \in [0,1)}, алгоритм может быть описан следующим образом:
1. Выбрать случайным образом уровень {\displaystyle 0\leqslant i<n}.
2. Положить {\displaystyle x=U_{0}x_{i}}.
3. Если {\displaystyle x<x_{i+1}}, вернуть {\displaystyle x}.
4. Положить {\displaystyle y=y_{i}+U_{1}(y_{i+1}-y_{i})}.
5. Вычислить {\displaystyle f(x)}. Если {\displaystyle y<f(x)}, вернуть {\displaystyle x}.
6. В противном случае выбрать новые случайные числа и вернуться к шагу 1.

Шаг 1 является случайной выборкой уровня. Шаг 3 проверяет, лежит ли координата {\displaystyle x} чётко внутри заданной функции плотности даже без какой-либо информации о координате {\displaystyle y}. Если не лежит, шаг 4 производит вычисление координаты {\displaystyle y}, и шаг 5 производит проверку на попадание внутрь нужной области.
Если число {\displaystyle n} уровней достаточно велико и они имеют малую высоту, то та самая «зона риска», проверка которой производится после шага 3, очень мала, и алгоритм останавливается на шаге 3 существенную часть времени. Стоит обратить внимание на то, что верхний уровень {\displaystyle n-1}, однако, этот тест всегда проваливает, так как {\displaystyle x_{n}=0}.
Уровень 0 также может быть разделен на центральную и граничную области, но граничная будет содержать бесконечный остаток функции. Для использования того же алгоритма для проверки принадлежности точки центральной области, стоит сгенерировать фиктивную {\displaystyle x_{0}=A/y_{1}}. Точки с координатой {\displaystyle x<x_{1}} будут обрабатываться просто, а для того редкого случая, когда был выбран уровень 0 и {\displaystyle x\geqslant x_{1}}, придется использовать особый резервный алгоритм для случайной выборки точки из «хвоста» функции. Поскольку такой запасной алгоритм будет задействован чрезвычайно редко (редкость относительна и зависит от разбиения на уровни), то его скорость не окажет существенного влияния на производительность в целом.
Таким образом, полный алгоритм «Зиккурат» для несимметричного распределения выглядит следующим образом:
1. Выбрать случайный уровень {\displaystyle 0\leqslant i<n}.
2. Положить {\displaystyle x=U_{0}x_{i}}.
3. Если {\displaystyle x<x_{i+1}}, вернуть {\displaystyle x}.
4. Если {\displaystyle i=0}, сгенерировать точку из «хвоста» с использованием запасного алгоритма.
5. Положить {\displaystyle y=y_{i}+U_{1}(y_{i+1}-y_{i})}.
6. Вычислить {\displaystyle f(x)}. Если {\displaystyle y<f(x)}, вернуть {\displaystyle x}.
7. В противном случае выбрать новые случайные числа и вернуться к шагу 1.

Для симметричного распределения результат, конечно же, может просто становиться противоположного знака в 50 % случаев. Часто может быть удобно сгенерировать {\displaystyle U_{0}\in (-1,1)} и на шаге 3 проверить {\displaystyle |x|<x_{i+1}}.

### Запасные алгоритмы для хвостовой части функции
Так как алгоритм «Зиккурат» очень быстро генерирует только лишь большую часть значений и требует наличия запасного алгоритма в случаях {\displaystyle x>x_{1}}, дела обстоят сложнее непосредственной реализации из 6 шагов. Запасной алгоритм зависит от заданного распределения.
В случае показательного распределения, хвостовая часть имеет вид тела распределения. Один из способов — вернуться к самому элементарному алгоритму {\displaystyle E=-\ln(U_{1})} и положить {\displaystyle x=x_{1}-\ln(U_{1})}. Другой способ состоит в рекурсивном вызове алгоритма «Зиккурат» и прибавлении {\displaystyle x_{1}} к результату.
В случае нормального распределения, Марсалья предлагает компактный алгоритм:
1. Положить {\displaystyle x=-\ln(U_{1})/x_{1}}.
2. Положить {\displaystyle y=-\ln(U_{2})}.
3. Если {\displaystyle 2y>x^{2}}, вернуть {\displaystyle x+x_{1}}.
4. В противном случае вернуться к шагу 1.

Так как {\displaystyle x_{1}\approx 3.5} для таблиц более-менее типичных размеров, тест на шаге 3 почти всегда успешен.

### Оптимизации
Алгоритм может быть выполнен эффективно с использованием заранее вычисленных таблиц {\displaystyle x_{i}} и {\displaystyle y_{i}=f(x_{i})}, но есть несколько модификаций, чтобы ускорить его еще больше:
- В алгоритме ничего не зависит от того, нормализована ли вероятностная функция распределения (значение интеграла равняется 1), так что удаление нормализующей константы может ускорить вычисление {\displaystyle f(x)}.
- Большинство генераторов равномерно распределенных случайных чисел основаны на генераторах случайных целых чисел, которые возвращают целое число из диапазона {\displaystyle [0,2^{32}-1]}. Таблица, содержащая {\displaystyle 2^{-32}x_{i}} позволит использовать такие числа напрямую в качестве {\displaystyle U_{0}}.
- В случае работы с симметричными распределениями при использовании симметричной {\displaystyle U_{0}} как было описано выше, случайное целое число может быть интерпретировано как знаковое число в диапазоне {\displaystyle [-2^{31},2^{31}-1]}, и может использоваться масштабирующий коэффициент {\displaystyle 2^{-31}}.
- Вместо сравнения {\displaystyle U_{0}x_{i}} с {\displaystyle x_{i+1}} на шаге 3, возможно вычислить заранее {\displaystyle x_{i+1}/x_{i}} и сравнивать {\displaystyle U_{0}} с этим значением напрямую. Если {\displaystyle U_{0}} — это генератор целых случайных чисел, значения могут быть заранее домножены на {\displaystyle 2^{32}} (или {\displaystyle 2^{31}}, в соответствующем случае) так что будет проводиться целочисленное сравнение.
- С учетом двух изменений выше, таблица исходных значений {\displaystyle x_{i}} более не нужна и может быть удалена.
- В случае генерации чисел с плавающей точкой одинарной точности согласно стандарту IEEE 754, где используется 24-битная мантисса (включая неявно заданную 1), наименее значимые биты 32-битного целого случайного числа не используются. Эти биты могут быть использованы при выборе уровня. (тут[1] подробно описана суть вопроса).

### Генерация таблиц
Возможно или хранить таблицу с заранее вычисленными {\displaystyle x_{i}} и  {\displaystyle y_{i}} целиком, или всего лишь включить значения {\displaystyle n}, {\displaystyle y_{1}}, {\displaystyle A}, и реализацию {\displaystyle f^{-1}(y)} в исходный код, и вычислить оставшиеся значения при инициализации генератора случайных чисел (зависит от того, что нам дороже: вычислительное время или память).
Можно находить {\displaystyle x_{i}=f^{-1}(y_{i})} и {\displaystyle y_{i+1}=y_{i}+A/x_{i}}. Повторить {\displaystyle n-1} для всех уровней зиккурата. В конце должно получиться {\displaystyle y_{n}=f(0)}.
При итоговом заполнении таблицы нужно положить {\displaystyle x_{n}=0} и {\displaystyle y_{n}=f(0)}, приняв небольшие несостыковки (если они и правда вышли небольшими) как ошибки округления.

### Поискx1{\displaystyle x_{1}}иA{\displaystyle A}
Если имеется начальное значение {\displaystyle x_{1}} (вычисленное если и не точно, то приближенно), останется лишь вычислить площадь {\displaystyle t} хвостовой части функции, для которой выполнено {\displaystyle x>x_{1}}. Вычислить можно методами численного интегрирования.
Далее, из {\displaystyle x_{1}} можно найти {\displaystyle y_{1}=f(x_{1})}, из площади {\displaystyle t} хвостовой части найдется площадь базового уровня: {\displaystyle A=x_{1}y_{1}+t}.
Затем вычисляется серия {\displaystyle y_{i}} и {\displaystyle x_{i}} как показано выше. Если {\displaystyle y_{i}>f(0)} для любых {\displaystyle i<n}, тогда начальное значение {\displaystyle x_{1}} было слишком малым, что привело к большой площади {\displaystyle A}. Если {\displaystyle y_{n}<f(0)}, тогда начальное значение {\displaystyle x_{1}} было слишком большим.
Учитывая сказанное, можно использовать численное решение уравнений (например, метод бисекции) для нахождения значения {\displaystyle x_{1}}, при котором значение {\displaystyle y_{n-1}} так близко к {\displaystyle f(0)} как только возможно. В качестве альтернативы можно рассматривать и находить значения площади верхнего уровня, {\displaystyle x_{n-1}(f(0)-y_{n-1})}, настолько близкие к нужному значению {\displaystyle A} как только возможно.